# The Boys (serie de televisión)
The Boys es una serie de televisión web estadounidense de superhéroes desarrollada por Eric Kripke para Prime Video. Basada en el cómic del mismo nombre de Garth Ennis y Darick Robertson, sigue al equipo homónimo de justicieros en su lucha contra diversos individuos con superpoderes que abusan de sus habilidades. La serie es protagonizada por un elenco coral con Karl Urban, Jack Quaid, Antony Starr, Erin Moriarty, Dominique McElligott, Jessie T. Usher, Chace Crawford, Laz Alonso, Tomer Capone, Karen Fukuhara y Nathan Mitchell.
La serie se estrenó el 26 de julio de 2019. Antes del estreno, Amazon renovó The Boys para una segunda temporada, que se estrenó el 4 de septiembre de 2020, con cada episodio lanzándose semanalmente. La tercera temporada fue estrenada el 3 de junio de 2022, Prime Video emitió los primeros 3 capítulos y luego irían sacando 1 capítulo cada semana. El 10 de junio de 2022, la serie fue renovada para una cuarta temporaday en mayo de 2024 fue renovada para una quinta y última temporada.
Con el éxito que ha obtenido la segunda temporada de The Boys, Amazon ha decidido expandir la franquicia. El primer proyecto en desarrollo, que expandirá el universo de The Boys, es una serie spin off, Gen V, que se enfoca en una universidad exclusiva para personas con súper poderes.

## Argumento
The Boys está ambientada en un universo en el que los individuos superpoderosos son reconocidos como héroes por el público en general y trabajan para la poderosa corporación Vought International, que los comercializa y monetiza. Fuera de sus personajes heroicos, la mayoría son arrogantes, egoístas y corruptos. La serie se centra principalmente en dos grupos: los Siete, el principal equipo de superhéroes de Vought International, y The Boys (lit. Los chicos) como protagonistas, vigilantes que buscan derribar a Vought y a los superhéroes corruptos.
The Boys están liderados por Billy Butcher, que desprecia a todas las personas con superpoderes y en particular a los Siete, los cuales están liderados por el narcisista y violento Homelander. A medida que se produce un conflicto entre los dos grupos, la serie también sigue a los nuevos miembros de cada equipo: Hughie Campbell de The Boys, que se une a los vigilantes después de que su novia sea asesinada accidentalmente por A-Train, un miembro velocista de los Siete; y Annie January, cuyo nombre de superheroina es Starlight que se une recientemente de los Siete y es una joven esperanzada que se ve obligada a enfrentarse a la cruda verdad sobre los héroes que admira.

## Reparto y personajes
| Actor                | Personaje                     | Temporada  | Temporada  | Temporada  | Temporada | Temporada |
| Actor                | Personaje                     | 1          | 2          | 3          | 4         |           |
| -------------------- | ----------------------------- | ---------- | ---------- | ---------- | --------- | --------- |
| Karl Urban           | Billy Butcher                 | Principal  | Principal  | Principal  | Principal |           |
| Jack Quaid           | Hughie Campbell               | Principal  | Principal  | Principal  | Principal |           |
| Antony Starr         | John / Homelander             | Principal  | Principal  | Principal  | Principal |           |
| Erin Moriarty        | Annie January / Starlight     | Principal  | Principal  | Principal  | Principal |           |
| Dominique McElligott | Maggie Shaw / Queen Maeve     | Principal  | Principal  | Principal  |           |           |
| Jessie T. Usher      | Reggie Franklin / A-Train     | Principal  | Principal  | Principal  | Principal |           |
| Laz Alonso           | Marvin T. Milk / M.M.         | Principal  | Principal  | Principal  | Principal |           |
| Chace Crawford       | Kevin / The Deep              | Principal  | Principal  | Principal  | Principal |           |
| Tomer Capon          | Serge / Frenchie              | Principal  | Principal  | Principal  | Principal |           |
| Karen Fukuhara       | Kimiko Miyashiro              | Principal  | Principal  | Principal  | Principal |           |
| Nathan Mitchell      | Black Noir                    | Principal  | Principal  | Principal  |           |           |
| Nathan Mitchell      | Falso Black Noir              |            |            |            | Principal |           |
| Elizabeth Shue       | Madelyn Stillwell             | Principal  | Invitada   |            |           |           |
| Aya Cash             | Stormfront                    |            | Principal  | Invitada   |           |           |
| Colby Minifie        | Ashley Barrett                | Recurrente | Principal  | Principal  | Principal |           |
| Claudia Doumit       | Victoria Neuman               |            | Recurrente | Principal  | Principal |           |
| Jensen Ackles        | Ben / Soldier Boy             |            |            | Principal  | Invitado  |           |
| Cameron Crovetti     | Ryan Butcher                  | Invitado   | Recurrente | Recurrente | Principal | Principal |
| Valorie Curry        | Firecracker / Misty Gray      |            |            |            | Principal |           |
| Susan Heyward        | Sister Sage / Jessica Bradley |            |            |            | Principal |           |
| Jeffrey Dean Morgan  | Joe Kesser                    |            |            |            | Principal |           |

## Episodios
| Temporada | Temporada | Episodios | Episodios | Lanzamiento original    | Lanzamiento original |
| Temporada | Temporada | Episodios | Episodios | Primera emisión         | Última emisión       |
| --------- | --------- | --------- | --------- | ----------------------- | -------------------- |
|           | 1         | 8         | 8         | 26 de julio de 2019     | 26 de julio de 2019  |
|           | 2         | 8         | 8         | 4 de septiembre de 2020 | 9 de octubre de 2020 |
|           | 3         | 8         | 8         | 3 de junio de 2022      | 8 de julio de 2022   |
|           | 4         | 8         | 8         | 13 de junio de 2024     | 18 de julio de 2024  |
|           | 5         | —         | —         | 2026                    | —                    |

### Temporada 1 (2019)
| N.º en serie | N.º en temp. | Título                          | Dirigido por     | Escrito por                                | Fecha de lanzamiento original |
| ------------ | ------------ | ------------------------------- | ---------------- | ------------------------------------------ | ----------------------------- |
| 1            | 1            | «The Name of the Game»          | Dan Trachtenberg | Eric Kripke                                | 26 de julio de 2019           |
| 2            | 2            | «Cherry»                        | Matt Shakman     | Eric Kripke                                | 26 de julio de 2019           |
| 3            | 3            | «Get Some»                      | Phil Sgriccia    | George Mastras                             | 26 de julio de 2019           |
| 4            | 4            | «The Female of the Species»     | Fred Toye        | Craig Rosenberg                            | 26 de julio de 2019           |
| 5            | 5            | «Good for the Soul»             | Stefan Schwartz  | Anne Cofell Saunders                       | 26 de julio de 2019           |
| 6            | 6            | «The Innocents»                 | Jennifer Phang   | Rebecca Sonnenshine                        | 26 de julio de 2019           |
| 7            | 7            | «The Self-Preservation Society» | Dan Attias       | Craig Rosenberg & Ellie Monahan            | 26 de julio de 2019           |
| 8            | 8            | «You Found Me»                  | Eric Kripke      | Anne Cofell Saunders & Rebecca Sonnenshine | 26 de julio de 2019           |

### Temporada 2 (2020)
| N.º en serie | N.º en temp. | Título                                            | Dirigido por    | Escrito por         | Fecha de lanzamiento original |
| ------------ | ------------ | ------------------------------------------------- | --------------- | ------------------- | ----------------------------- |
| 9            | 1            | «The Big Ride»                                    | Phil Sgriccia   | Eric Kripke         | 4 de septiembre de 2020       |
| 10           | 2            | «Proper Preparation and Planning»                 | Liz Friedlander | Rebecca Sonnenshine | 4 de septiembre de 2020       |
| 11           | 3            | «Over the Hill with the Swords of a Thousand Men» | Steve Boyum     | Craig Rosenberg     | 4 de septiembre de 2020       |
| 12           | 4            | «Nothing Like It in the World»                    | Fred Toye       | Michael Saltzman    | 11 de septiembre de 2020      |
| 13           | 5            | «We Gotta Go Now»                                 | Batan Silva     | Ellie Monahan       | 18 de septiembre de 2020      |
| 14           | 6            | «The Bloody Doors Off»                            | Sarah Boyd      | Anslem Richardson   | 25 de septiembre de 2020      |
| 15           | 7            | «Butcher, Baker, Candlestick Maker»               | Stefan Schwartz | Craig Rosenberg     | 2 de octubre de 2020          |
| 16           | 8            | «What I Know»                                     | Alex Graves     | Rebecca Sonnenshine | 9 de octubre de 2020          |

### Temporada 3 (2022)
| N.º en serie | N.º en temp. | Título                                        | Dirigido por  | Escrito por                    | Fecha de lanzamiento original |
| ------------ | ------------ | --------------------------------------------- | ------------- | ------------------------------ | ----------------------------- |
| 17           | 1            | «Payback»                                     | Phil Sgriccia | Craig Rosenberg                | 3 de junio de 2022            |
| 18           | 2            | «The Only Man In The Sky»                     | Phil Sgriccia | David Reed                     | 3 de junio de 2022            |
| 19           | 3            | «Barbary Coast»                               | Julian Holmes | Anslem Richardson & Geoff Aull | 3 de junio de 2022            |
| 20           | 4            | «Glorious Five-Year Plan»                     | Julian Holmes | Meredith Glynn                 | 10 de junio de 2022           |
| 21           | 5            | «The Last Time to Look on This World of Lies» | Nelson Cragg  | Ellie Monahan                  | 17 de junio de 2022           |
| 22           | 6            | «Herogasm»                                    | Nelson Cragg  | Jessica Chou                   | 24 de junio de 2022           |
| 23           | 7            | «Here Comes a Candle to Light You to Bed»     | Sarah Boyd    | Paul Grellong                  | 1 de julio de 2022            |
| 24           | 8            | «The Instant White-Hot Wild»                  | Sarah Boyd    | Logan Ritchey & David Reed     | 8 de julio de 2022            |

### Temporada 4 (2024)
| N.º en serie | N.º en temp. | Título                                | Dirigido por      | Escrito por               | Fecha de emisión original |
| ------------ | ------------ | ------------------------------------- | ----------------- | ------------------------- | ------------------------- |
| 25           | 1            | «Department of Dirty Tricks»          | Phil Sgriccia     | David Reed                | 13 de junio de 2024       |
| 26           | 2            | «Life Among the Septics»              | Karen Gaviola     | Jessica Chou              | 13 de junio de 2024       |
| 27           | 3            | «We'll Keep the Red Flag Flying Here» | Fred Toye         | Ellie Monahan             | 13 de junio de 2024       |
| 28           | 4            | «Wisdom of the Ages»                  | Phil Sgriccia     | Geoff Aull                | 20 de junio de 2024       |
| 29           | 5            | «Beware the Jabberwock, My Son»       | Shana Stein       | Judalina Neira            | 27 de junio de 2024       |
| 30           | 6            | «Dirty Business»                      | Karen Gaviola     | Anslem Richardson         | 4 de julio de 2024        |
| 31           | 7            | «The Insider»                         | Catriona McKenzie | Paul Grellong             | 11 de julio de 2024       |
| 32           | 8            | «Season Four Finale»                  | Eric Kripke       | Jessica Chou & David Reed | 18 de julio de 2024       |

### Temporada 5
| N.º en serie | N.º en temp. | Título                             | Dirigido por  | Escrito por   | Fecha de lanzamiento original |
| ------------ | ------------ | ---------------------------------- | ------------- | ------------- | ----------------------------- |
| 33           | 1            | «Fifteen Inches of Sheer Dynamite» | Phil Sgriccia | Paul Grellong | 2026                          |

## Producción

### Desarrollo
Entre 2008 y 2016, una adaptación cinematográfica de The Boys ha estado en diversas etapas de desarrollo en Columbia Pictures y Paramount Pictures.
El 6 de abril de 2016, se anunció que Cinemax estaba desarrollando una adaptación televisiva del cómic. La producción estaba siendo desarrollada por Eric Kripke, Evan Goldberg, y Seth Rogen. Kripke estaba listo para escribir la serie, mientras que Goldberg y Rogen iban a dirigir. Se informó que los productores ejecutivos incluyen a Kripke, Goldberg, Rogen, Neal H. Moritz, Pavun Shetty, Ori Marmur, James Weaver, Ken Levin, y Jason Netter. Garth Ennis y Darick Robertson se establecieron como productores co-ejecutivos.
El 8 de noviembre de 2017, se anunció que Amazon Video había dado a la producción que se produjese la serie para una primera temporada que constaba de ocho episodios. Según los informes, la serie se había estado desarrollando en Amazon durante varios meses antes del anuncio del desarrollo de la serie. También se informó que el equipo creativo previamente anunciado todavía estaba vinculado a la serie.
El 30 de abril de 2018, se anunció que Dan Trachtenberg dirigiría el primer episodio de la serie. Reemplaza a Seth Rogen y Evan Goldberg que se retiraron debido a conflictos de programación.
El 19 de julio de 2019, se anunció que fue renovada para una segunda temporada.
El día 3 de junio de 2022 se publicaron en la plataforma los 3 primeros episodios de los 8 que tendrá la tercera temporada

### Casting
El 18 de diciembre de 2017, se anunció que Erin Moriarty fue elegida para el papel principal de Annie January / Luz Estelar. El 17 de enero de 2018, se informó que Antony Starr, Dominique McElligott, Chace Crawford, Jessie T. Usher, y Nathan Mitchell se habían unido al elenco principal. En marzo de 2018, se anunció que Laz Alonso, Jack Quaid, y Karen Fukuhara habían sido elegidos para papeles principales. El 5 de abril de 2018, se informó que Karl Urban había sido elegido para el papel principal de Billy Carnicero. El 16 de mayo de 2018, se anunció que Elisabeth Shue había sido elegida para el papel principal de Madelyn Stillwell. El 25 de junio de 2018, se informó que Tomer Capone se había unido al elenco principal en el papel de Frenchie. El 30 de agosto de 2018, se anunció que Jennifer Esposito había sido seleccionada para el papel recurrente de la agente de la CIA Susan Raynor. El 5 de octubre de 2018, se anunció que Simon Pegg había sido elegido para el papel del padre de Hughie.
El 19 de julio de 2019, se anunció que Aya Cash fue elegida en un rol para la temporada 2.

### Rodaje
El rodaje para la primera temporada comenzó el 22 de mayo de 2018 en Toronto, Ontario, Canadá y está programada para durar hasta el 25 de septiembre de 2018.

### Marketing
El 26 de septiembre de 2018, se publicó el póster oficial de la serie. El 5 de octubre de 2018, junto con el panel de la serie en la New York Comic Con, se lanzó un teaser trailer de la serie.

## Lanzamiento
Se planeó que The Boys tuviera los ocho episodios de la primera temporada lanzados en Amazon Prime Video el 26 de julio de 2019, pero en cambio se estrenó solo unas horas antes a pesar de mantener la fecha anterior como la oficial. 
La segunda temporada, también compuesta por ocho episodios, se confirmó que se lanzaría semanalmente (en lugar de lanzar toda la temporada de una vez), debutando los primeros tres episodios el 4 de septiembre de 2020, y los episodios restantes debutando semanalmente hasta el final de temporada el 9 de octubre.  Un cortometraje complementario (titulado Butcher: A Short Film), ambientado entre la primera y la segunda temporada, se lanzó el 10 de septiembre de 2020, con Urban retomando su papel de Butcher. 
El 6 de enero de 2022, se informó que la tercera temporada se estrenaría el 3 de junio de 2022, con los primeros tres episodios disponibles de inmediato y el resto debutando semanalmente hasta el final de temporada el 8 de julio. La cuarta temporada se estrenó el 13 de junio de 2024.  Tras el lanzamiento del final de la cuarta temporada, el título del episodio pasó de "Assassination Run" a "Season Four Finale", tras el intento de asesinato de Donald Trump ocurrido cinco días antes de la emisión del episodio; se agregó una advertencia de "se recomienda discreción del espectador" al comienzo del episodio, con Amazon, Sony Pictures Television y los productores de The Boys oponiéndose a la violencia política del mundo real y aclarando que "cualquier escena o similitud de la trama con estos eventos del mundo real son coincidentes y no intencionales".  Tras el lanzamiento del final, Urban reveló que la quinta y última temporada no llegará hasta 2026.

### Medios domésticos
Las primeras tres temporadas se lanzaron en formato físico. Programadas para su lanzamiento el 17 de mayo de 2022, las dos primeras temporadas se lanzaron en Blu-ray y DVD, en una caja de seis discos por Sony Pictures Home Entertainment, el 31 de mayo de 2022. La colección de dos temporadas incluye características especiales como escenas eliminadas/extendidas y bloopers; el contenido adicional de la temporada 2 también incluye Butcher: A Short Film.  La temporada 3 se lanzó el 24 de octubre de 2023; las características especiales incluyen escenas eliminadas/extendidas y gag reels, así como "The Making of Featurette".

## Recepción

### Recepción de la crítica
The Boys recibió elogios de la crítica, aunque los aspectos políticos de la serie han sido divisivos y un tema de conversación importante, particularmente para su cuarta temporada.  La serie tiene una calificación general del 93% en Rotten Tomatoes  y una puntuación de 76 en Metacritic.  Muchos críticos y publicaciones la han calificado como una de las mejores series de Amazon Prime Video de todos los tiempos.  La interpretación de Starr de Homelander también ha recibido muchos elogios de la crítica, y numerosos críticos la calificaron como una de las mejores actuaciones en televisión.

#### Temporada 1
En Rotten Tomatoes, la primera temporada tiene un índice de aprobación del 84% basado en 101 revisiones, con una calificación promedio de 7.65 / 10. El consenso crítico del sitio web dice: "Aunque el kilometraje de los espectadores puede variar, los placeres violentos y la voluntad de The Boys de participar en temas importantes y relevantes seguramente complacerán a aquellos que buscan un nuevo grupo de antihéroes a los que apoyar". En Metacritic, tiene un puntaje promedio ponderado de 74 sobre 100, basado en reseñas de 19 críticos, lo que indica "reseñas generalmente favorables".

Christopher Lawrence del Las Vegas Review-Journal escribió: "Irreverente, deliciosamente cínico, The Boys sigue la codicia y la corrupción detrás del complejo industrial de superhéroes". Matthew Gilbert de Boston Globe escribió: "El elenco está bien, particularmente Shue, quien es fríamente efectiva; Quaid, cuyos neuróticos pero valientes torpezas son entrañables; y Urban, que es el guía gonzo de Hughie". Kristy Puchko en IGN le da al primer episodio una puntuación de 7.2 / 10 y aprecia cómo la historia proviene de los cómics pero con cambios inteligentes. Puchko elogia al elenco, en particular dijo: "Moriarty aporta un matiz a su actuación que se niega a dejar que Luz Estelar se sienta como una damisela bidimensional. No es ingenua. Tiene esperanzas. Y es una luchadora. The Boys aclara todo eso en poco tiempo", y concluye diciendo:
"The Boys aún podría ser un viaje emocionante, ya que subvierte las expectativas del género familiar, con giros oscuros y escenas gráficas de sexo y violencia sin disculpas. El primer episodio tiene mucho trabajo pesado que hacer en la exposición, pero Kripke trabaja en algunos momentos asombrosos, sacudidas de diversión y secuencias de acción estelares".
Liz Shannon Miller de AV Club escribió: "Karl Urban demuestra ser un intérprete completamente comprometido como Billy Carnicero, cuya dedicación a acabar con los "super" tiene por supuesto una ventaja personal, pero, de nuevo, cuando ves lo que a los hombres les gusta el descaradamente falso y malvado Patriota (Antony Starr) tiene sentido que haya dedicado su vida a acabar con la causa".

#### Temporada 2
En Rotten Tomatoes, la segunda temporada tiene un índice de aprobación del 97%, basado en 105 críticas, con una calificación promedio de 8.2/10. El consenso crítico del sitio web dice: " The Boys sale con todo en una segunda temporada excelente que profundiza en sus complicados personajes y aumenta la apuesta de acción sin andarse con rodeos en sus críticas sociales".  En Metacritic, la temporada tiene una puntuación promedio ponderada de 80 sobre 100, basada en 15 críticas de críticos, lo que indica críticas "generalmente favorables". 

#### Temporada 3
En Rotten Tomatoes, la tercera temporada tiene un índice de aprobación del 98%, basado en 152 reseñas, con una calificación promedio de 8.05/10. El consenso crítico del sitio web dice: "Al lograr subir la apuesta en lo que ya era una de las sátiras más audaces de la televisión, la tercera temporada de The Boys es a la vez vigorosamente visceral y perversamente inteligente".  En Metacritic, la temporada tiene una puntuación promedio ponderada de 77 sobre 100, basada en 20 reseñas de críticos, lo que indica reseñas "generalmente favorables". 

#### Temporada 4
En Rotten Tomatoes, la cuarta temporada tiene un índice de aprobación del 93%, basado en 131 reseñas, con una calificación promedio de 7.65/10. El consenso crítico del sitio web dice: "Boxeando en la arena política con una sonrisa ensangrentada, la cuarta temporada de The Boys es sombría e incluso un poco sombría mientras sostiene un espejo agrietado hacia la sociedad moderna".  En Metacritic, la temporada tiene una puntuación promedio ponderada de 76 sobre 100, basada en 22 reseñas de críticos, lo que indica críticas "generalmente favorables".  La temporada ha recibido las críticas más divisivas y mixtas por parte de los críticos.

### Premios y nominaciones
The Boys se alzó con cuatro premios en la ceremonia inaugural de los Critics' Choice Super Awards, siendo la producción con más victorias y ganando todas las categorías del género de superhéroes.
| Año  | Premiación                              | Categoría                                                  | Nominado(s)                                                  | Resultado | Ref.          |
| ---- | --------------------------------------- | ---------------------------------------------------------- | ------------------------------------------------------------ | --------- | ------------- |
| 2020 | Premios Primetime Emmy                  | Mejor edición de sonido por una comedia o serie dramática  | The Boys                                                     | Nominado  | [ 60 ]        |
| 2021 | Critics' Choice Super Awards            | Mejor serie de superhéroes                                 | The Boys                                                     | Ganador   | [ 61 ] [ 62 ] |
| 2021 | Critics' Choice Super Awards            | Mejor villano en una serie                                 | Antony Starr                                                 | Ganador   | [ 61 ] [ 62 ] |
| 2021 | Critics' Choice Super Awards            | Mejor actor en una serie de superhéroes                    | Antony Starr                                                 | Ganador   | [ 61 ] [ 62 ] |
| 2021 | Critics' Choice Super Awards            | Mejor actor en una serie de superhéroes                    | Karl Urban                                                   | Nominado  | [ 61 ] [ 62 ] |
| 2021 | Critics' Choice Super Awards            | Mejor actriz en una serie de superhéroes                   | Aya Cash                                                     | Ganadora  | [ 61 ] [ 62 ] |
| 2021 | Hollywood Critics Association TV Awards | Mejor serie de drama por streaming                         | The Boys                                                     | Nominado  | [ 63 ]        |
| 2021 | Hollywood Critics Association TV Awards | Mejor actor en una serie de drama por streaming            | Karl Urban                                                   | Nominado  | [ 63 ]        |
| 2021 | Hollywood Critics Association TV Awards | Mejor actriz en una serie de drama por streaming           | Aya Cash                                                     | Nominada  | [ 63 ]        |
| 2021 | Hollywood Critics Association TV Awards | Mejor actor de reparto en una serie de drama por streaming | Giancarlo Esposito                                           | Nominado  | [ 63 ]        |
| 2021 | MTV Millennial Awards                   | Serie del año                                              | The Boys                                                     | Nominado  | [ 64 ]        |
| 2021 | MTV Movie & TV Awards                   | Mejor serie                                                | The Boys                                                     | Nominado  | [ 65 ] [ 66 ] |
| 2021 | MTV Movie & TV Awards                   | Mejor héroe                                                | Jack Quaid                                                   | Nominado  | [ 65 ] [ 66 ] |
| 2021 | MTV Movie & TV Awards                   | Mejor villano                                              | Aya Cash                                                     | Nominada  | [ 65 ] [ 66 ] |
| 2021 | MTV Movie & TV Awards                   | Mejor pelea                                                | Erin Moriarty, Dominique McElligott Karen Fukuhara, Aya Cash | Nominado  | [ 65 ] [ 66 ] |
| 2021 | Premios Primetime Emmy                  | Mejor serie dramática                                      | The Boys                                                     | Nominado  | [ 60 ]        |
| 2021 | Premios Primetime Emmy                  | Mejores efectos visuales en una temporada o película       | The Boys                                                     | Nominado  | [ 60 ]        |
| 2021 | Premios Primetime Emmy                  | Mejor música y letra original                              | «Never Truly Vanish»                                         | Nominado  | [ 60 ]        |
| 2021 | Premios Primetime Emmy                  | Mejor mezcla de sonido por una comedia o serie dramática   | What I Know                                                  | Nominado  | [ 60 ]        |
| 2021 | Premios Primetime Emmy                  | Mejor guion en una serie dramática                         | What I Know                                                  | Nominado  | [ 60 ]        |
| 2021 | Satellite Awards                        | Mejor serie de televisión — comedia o musical              | The Boys                                                     | Nominado  | [ 67 ]        |
| 2021 | Saturn Awards                           | Mejor serie de televisión de superhéroes                   | The Boys                                                     | Ganador   | [ 68 ] [ 69 ] |
| 2021 | Saturn Awards                           | Mejor actor o actriz joven de televisión                   | Erin Moriarty                                                | Nominado  | [ 68 ] [ 69 ] |
| 2021 | Screen Actors Guild Awards              | Mejor reparto de especialistas de televisión               | The Boys                                                     | Nominado  | [ 70 ]        |

## Franquicia

### Series spin-off

#### The Boys Presents: Diabolical
El 5 de diciembre de 2021, en la Comic-Con de Brasil (CCXP), Amazon Prime Video anunció que The Boys Presents: Diabolical, una serie antológica animada, había recibido un pedido de serie de ocho episodios.  El 18 de enero de 2022, se anunció que la serie se estrenaría el 4 de marzo de 2022.

#### Gen V
El 24 de septiembre de 2020, se anunció que se había acelerado el desarrollo de un spin-off centrado en una universidad de superhéroes tras el éxito de audiencia de la segunda temporada de la serie. Descrito como "parte programa universitario, parte Los juegos del hambre", el spin-off se desarrolla "... en la única universidad de Estados Unidos exclusivamente para superhéroes adultos jóvenes (y dirigida por Vought International)" y se describe como "una serie irreverente con clasificación R que explora las vidas de los "Supes" hormonales y competitivos mientras ponen a prueba sus límites físicos, sexuales y morales, compitiendo por los mejores contratos en las mejores ciudades".  El 2 de octubre de 2020, Kripke declaró que la serie se centraría en el equipo G-Men de "We Gotta Go Now", creado como una parodia de los X-Men de Marvel Comics para el cuarto volumen del arco argumental del cómic de Ennis y Robertson del mismo nombre, que se había mencionado en la primera temporada.  El 27 de septiembre de 2021, Amazon Studios le dio una orden de serie al spin-off, titulado Gen V.
La serie se estrenó el 29 de septiembre de 2023.  El 19 de octubre de 2023, se renovó para una segunda temporada.

#### The Boys: México
El 28 de noviembre de 2023, se anunció que una nueva serie spin-off estaba en proceso en Amazon. The Boys: México es creada por Gareth Dunnet-Alcocer, quien produce junto a Diego Luna y Gael García Bernal.

#### Vought Rising
El 26 de julio de 2024, se anunció una nueva serie derivada en la Comic-Con de San Diego que serviría como precuela de la serie principal, que estará protagonizada por Ackles y Cash retomando sus papeles como Soldier Boy y Stormfront, respectivamente. Titulado Vought Rising, el spinoff será producido por Paul Grellong y Kripke con Grellong también como showrunner. Vought Rising se ambientará en la década de 1950, en los primeros días de Vought como organización.